# Miriam Margolyes
Miriam Margolyes, OBE, (/ˈmɑːrɡəliːz/; sinh ngày 18 tháng 5 năm 1941) là một nữ diễn viên kiêm lồng tiếng người gốc Anh Quốc. Bà từng thắng một giải BAFTA cho vai diễn trong phim The Age of Innocence (Thời Thơ Ngây) năm 1993.

## Tóm tắt tiểu sử
Miriam Margolyes sinh ra tại Oxford, Oxfordshire, nước Anh, bà là con duy nhất của Ruth (nhũ danh Walters; 1905–1974), một nhà đầu tư và nhà phát triển bất động sản, và Joseph Margolyes (1899–1995), một bác sĩ quê ở Glasgow. Bà lớn lên trong một gia đình người Do Thái, tổ tiên của bà di cư đến nước Anh từ Ba Lan và Belarus.
Margolyes từng theo học trường Newnham College, Cambridge. Tại đó, ở độ tuổi hai mươi, bà bắt đầu diễn xuất và xuất hiện trong các tác phẩm của đoàn hài kịch Cambridge Footlights.
Ban đầu, Miriam Margolyes được biết đến là một nghệ sĩ lồng tiếng chuyên nghiệp nhờ giọng nói độc đáo của mình. Vai chính đầu tiên của Margolyes trong một bộ phim điện ảnh là Elephant Ethel trong Stand Up, Virgin Soldiers (1977). Năm 1989 bà nhận được giải LA Critics Circle cho "Nữ diễn viên phụ xuất sắc nhất" với vai diễn Flora Finching trong phim Little Dorrit. Trên truyền hình Mỹ, bà đóng vai chính trong phim sitcom Frannie Turn của đài CBS năm 1992. Năm 1994, bà giành được giải BAFTA cho "Nữ diễn viên phụ xuất sắc nhất" với vai diễn bà Mingott trong phim điện ảnh The Age Of Innocence ("Thời thơ ngây") của đạo diễn Martin Scorsese.
Năm 1989, Margolyes đồng sáng tác và biểu diễn trong show chỉ có một người, Dickens' Women, trong đó bà đóng 23 nhân vật trong tiểu thuyết của Charles Dickens. Năm 1996, bà đóng vai bà vú trong phim Romeo + Juliet của đạo diễn Baz Luhrmann, diễn chung với Leonardo DiCaprio và Claire Danes.
Năm 2002, Margolyes đóng vai Giáo sư Pomona Sprout trong phim Harry Potter and the Chamber of Secrets ("Harry Potter và Phòng chứa Bí mật").
Năm 2004, Margolyes đóng vai Peg Sellers trong bộ phim truyền hình đoạt giải Quả cầu vàng The Life And Death Of Peter Sellers.
Margolyes trở lại với vai Giáo sư Sprout trong Harry Potter and the Deathly Hallows – Part 2 ("Harry Potter và bảo bối tử thần - Phần 2") trong năm 2011.
Tháng 1 năm 2018, Margolyes làm chủ trình cho chương trình gồm 3 phần của đài BBC có tựa đề "Miriam's Big American Adventure", làm nổi bật các công dân Hoa Kỳ và các vấn đề mà quốc gia phải đối diện....

## Đời tư
Miriam Margolyes là một người đồng tính nữ. Khi trở thành công dân Úc vào ngày quốc khánh Úc 2013, Margolyes tự gọi mình là đồng tính trực tiếp trên truyền hình quốc gia và trước thủ tướng lúc đó, bà Julia Gillard.
Từ năm 1967, bà kết đôi với Heather Sutherland, một nữ giáo sư ngành Indonesia học người Úc đã về hưu.
Margolyes là một nhà hoạt động chuyên nghiệp về quyền lợi của người Palestine. Bà cũng là một nhà vận động cho tổ chức từ thiện Crossroads.

## Danh sách phim
| Năm       | Tựa đề                                               | Vai diễn                                      | Ghi chú                                      |
| --------- | ---------------------------------------------------- | --------------------------------------------- | -------------------------------------------- |
| 1965      | Theatre 625                                          | Rita                                          | 1 tập ("Enter Solly Gold")                   |
| 1967      | Boy Meets Girl                                       | Maria                                         | 1 tập                                        |
| 1968      | Jackanory                                            | Storyteller                                   | 5 tập                                        |
| 1968      | Dixon of Dock Green                                  | Anna                                          | 1 tập                                        |
| 1973      | Doctor in Charge                                     | Doris                                         | 1 tập                                        |
| 1974      | World of Laughter                                    | Various parts                                 | Phim truyền hình                             |
| 1974      | Fall of Eagles                                       | Anna Vyrubova                                 | TV miniseries                                |
| 1975      | Rime of the Ancient Mariner                          | Dorothy Wordsworth                            |                                              |
| 1975      | The Girls of Slender Means                           | Jane Wright                                   | TV                                           |
| 1976      | Christmas Box                                        | Maurie Kaplan's Mother                        | TV                                           |
| 1976      | Angels                                               | June Morris                                   | 2 tập                                        |
| 1976      | Kizzy                                                | Mrs Doe                                       | 2 tập                                        |
| 1976      | The Glittering Prizes                                | Olive Wise                                    | TV miniseries                                |
| 1976      | The Battle of Billy's Pond                           | Tour Guide                                    |                                              |
| 1976–1982 | Crown Court                                          | Marilyn Munro (1976) Mrs King (1982)          | 2 tập                                        |
| 1977      | Play for Today                                       | Veronica                                      | 1 tập                                        |
| 1977      | Spasms                                               | Rose Finn                                     | TV                                           |
| 1977      | Stand Up, Virgin Soldiers                            | Elephant Ethel                                |                                              |
| 1978      | Monkey                                               |                                               | Phim truyền hình Nhật lồng tiếng Anh Saiyûki |
| 1978      | On a Paving Stone Mounted                            |                                               |                                              |
| 1980      | The Apple                                            | Landlady                                      |                                              |
| 1980      | The Lost Tribe                                       | Queenie                                       | TV miniseries                                |
| 1980      | The Awakening                                        | Dr Kadira                                     |                                              |
| 1980      | Tales of the Unexpected                              | Mary Burge                                    | 1 tập                                        |
| 1981      | Reds                                                 | Woman writing in notebook                     | Không dăng tên                               |
| 1981      | Take a Letter, Mr. Jones                             | Maria                                         | 6 tập                                        |
| 1981      | A Kick Up the Eighties                               | Nhiều vai khác nhau                           | Phim truyền hình                             |
| 1981      | The History Man                                      | Melissa Tordoroff                             | TV                                           |
| 1982      | Crystal Gazing                                       | Newsreader                                    |                                              |
| 1983      | Yentl                                                | Sarah                                         |                                              |
| 1983      | The Black Adder                                      | Infanta Maria Escalosa of Spain               | 1 tập                                        |
| 1983      | Scrubbers                                            | Jones                                         |                                              |
| 1984      | Freud                                                | Baroness                                      | TV mini-series                               |
| 1984      | Electric Dreams                                      | Ticket Girl                                   |                                              |
| 1985      | The Good Father                                      | Jane Powell                                   |                                              |
| 1985      | Oliver Twist                                         | Mrs Corney                                    | TV miniseries                                |
| 1985      | Morons from Outer Space                              | Doctor Wallace                                |                                              |
| 1986      | Little Shop of Horrors                               | Y tá nha khoa                                 |                                              |
| 1986      | The Life and Loves of a She-Devil                    | Nurse Hopkins                                 | 2 tập                                        |
| 1986      | Blackadder II                                        | Lady Whiteadder                               | 1 tập                                        |
| 1986      | A Little Princess                                    | Miss Amelia                                   | TV                                           |
| 1986      | Scotch and Wry                                       | Various                                       | TV                                           |
| 1987      | Poor Little Rich Girl: The Barbara Hutton Story      | Elsa Maxwell                                  | TV                                           |
| 1987      | Body Contact                                         | Tony's Mother                                 |                                              |
| 1988      | Little Dorrit                                        | Flora Finching                                |                                              |
| 1988      | Blackadder's Christmas Carol                         | Queen Victoria                                | TV                                           |
| 1988      | Mr Majeika                                           | Wilhelmina Worlock                            | TV series, Mùa 1 và 2                        |
| 1989      | Murderers Among Us: The Simon Wiesenthal Story       | Mrs Rajzman                                   | TV                                           |
| 1990      | Pacific Heights                                      | Realtor                                       |                                              |
| 1990      | Orpheus Descending                                   | Vee Talbot                                    | TV                                           |
| 1990      | The Finding                                          | Poll                                          | TV                                           |
| 1990      | I Love You to Death                                  | Joey's Mother                                 |                                              |
| 1990      | Old Flames                                           | Nellie                                        | TV                                           |
| 1990      | The Fool                                             | Mrs Bowring                                   |                                              |
| 1991      | Tonight at 8.30                                      | Mrs Wadhurst                                  | 2 tập                                        |
| 1991      | The Butcher's Wife                                   | Gina                                          |                                              |
| 1991      | Dead Again                                           | Lady                                          | Uncredited                                   |
| 1992      | Stalin                                               | Krupskaya                                     | TV                                           |
| 1992      | As You Like It                                       | Audrey                                        |                                              |
| 1992      | Frannie's Turn                                       | Frannie Escobar                               | TV series                                    |
| 1993      | The Age of Innocence                                 | Mrs Mingott                                   |                                              |
| 1993      | The Comic Strip Presents...                          | Mother                                        | 1 tập                                        |
| 1993      | Ed and His Dead Mother                               | Mabel Chilton                                 |                                              |
| 1994      | Just William                                         | Miss Polliter                                 | 1 tập                                        |
| 1994      | Immortal Beloved                                     | Nanette Streicherová                          |                                              |
| 1994      | Moonacre                                             | Old Elspeth                                   | Phim truyền hình                             |
| 1995      | Balto                                                | Grandma Rosy/Extra (Lồng tiếng)               |                                              |
| 1995      | Babe                                                 | Fly the Female Sheepdog (lồng tiếng)          |                                              |
| 1995      | Cold Comfort Farm                                    | Mrs Beetle                                    | TV                                           |
| 1996      | Different for Girls                                  | Pamela                                        |                                              |
| 1996      | Romeo + Juliet                                       | The Nurse                                     |                                              |
| 1996      | James and the Giant Peach                            | Aunt Sponge/The Glowworm (lồng tiếng)         |                                              |
| 1997      | The IMAX Nutcracker                                  | Sugar Plum                                    |                                              |
| 1997      | Castle Ghosts of Wales                               | Hag ghost                                     |                                              |
| 1997      | The Phoenix and the Carpet                           | Cook                                          | TV miniseries                                |
| 1997      | The Place of Lions                                   | Miss Cole                                     | TV                                           |
| 1998      | Babe: Pig in the City                                | Fly the Female Sheepdog (lồng tiếng)          |                                              |
| 1998      | Vanity Fair                                          | Miss Crawley                                  | TV miniseries                                |
| 1998      | Rugrats                                              | Shirley Finster                               | 1 tập                                        |
| 1998      | Mulan                                                | The Matchmaker (lồng tiếng)                   |                                              |
| 1998      | Left Luggage                                         | Mrs Goldman                                   |                                              |
| 1998      | The First Snow of Winter                             | Sean Seamus Aloysius Dermot Duck (lồng tiếng) | phiên bản Anh                                |
| 1998      | Candy                                                | Gisella                                       |                                              |
| 1998      | Supply & Demand                                      | Edna                                          | TV miniseries                                |
| 1999      | Magnolia                                             | Faye Barringer                                | không đăng tên                               |
| 1999      | End of Days                                          | Mabel                                         |                                              |
| 1999      | Dreaming of Joseph Lees                              | Signora Caldoni                               |                                              |
| 1999      | Sunshine                                             | Rose Sonnenschein                             |                                              |
| 2000      | Dharma & Greg                                        | Chloe                                         | 1 tập                                        |
| 2000      | House!                                               | Beth                                          |                                              |
| 2001      | Cats & Dogs                                          | Sophie the Castle Maid                        |                                              |
| 2001      | Not Afraid, Not Afraid                               |                                               |                                              |
| 2002      | Harry Potter and the Chamber of Secrets              | Giáo sư Pomona Sprout                         |                                              |
| 2002      | Plots with a View                                    | Thelma & Selma                                |                                              |
| 2002      | Alone                                                | Caseworker                                    |                                              |
| 2004      | Agatha Christie's Marple: The Murder at the Vicarage | Mrs Price-Ridley                              | TV                                           |
| 2004      | Being Julia                                          | Dolly de Vries                                |                                              |
| 2004      | Ladies in Lavender                                   | Dorcas                                        |                                              |
| 2004      | The Life and Death of Peter Sellers                  | Peg Sellers                                   |                                              |
| 2004      | Modigliani                                           | Gertrude Stein                                |                                              |
| 2004      | End of the Line                                      | Bag Lady                                      |                                              |
| 2004      | Chasing Liberty                                      | Maria                                         |                                              |
| 2005      | Wallis & Edward                                      | Aunt Bessie                                   | TV                                           |
| 2005      | Dickens in America                                   | Bản thân                                      | 10 tập                                       |
| 2005      | Inconceivable                                        | Malva                                         | 1 tập                                        |
| 2006      | Jam & Jerusalem                                      | Mrs Midge                                     | 1 tập                                        |
| 2006      | Happy Feet                                           | Mrs Astrakhan (Lồng tiếng)                    |                                              |
| 2006      | Flushed Away                                         | Rita's Grandma (Lồng tiếng)                   |                                              |
| 2006      | Sir Billi the Vet                                    | Baroness Chantal McToff (lồng tiếng)          |                                              |
| 2007      | The Dukes                                            | Aunt Vee                                      |                                              |
| 2008      | How To Lose Friends and Alienate People              | Mrs Kowalski                                  | Phim điện ảnh                                |
| 2008      | Kingdom                                              | Henny                                         | 1 tập                                        |
| 2009      | The Sarah Jane Adventures                            | Leef Slitheen-Blathereen                      | 2 tập The Gift p1 và 2, Lồng tiếng           |
| 2010      | Legend of the Guardians: The Owls of Ga'Hoole        | Mrs Plithiver (lồng tiếng)                    |                                              |
| 2010      | Tinga Tinga Tales                                    | Giraffe & Squirrel (lồng tiếng)               |                                              |
| 2010      | Merlin                                               | Grunhilda                                     | Tập: "The Changeling"                        |
| 2011      | Doc Martin                                           | Shirley                                       | Khách mời                                    |
| 2011      | Harry Potter and the Deathly Hallows – Part 2        | Giáo sư Pomona Sprout                         |                                              |
| 2012      | The Wedding Video                                    | Patricia                                      |                                              |
| 2012      | The Guilt Trip                                       | Anita                                         |                                              |
| 2012–2015 | Miss Fisher's Murder Mysteries                       | Aunt Prudence                                 |                                              |
| 2013      | Hebburn                                              | Millie                                        | Christmas special                            |
| 2014      | Maya the Bee                                         | The Queen (lồng tiếng)                        |                                              |
| 2014      | The Legend of Longwood                               | Lady Thyrza                                   |                                              |
| 2014      | Nina Needs to Go!                                    | Nana Sheila (lồng tiếng)                      |                                              |
| 2014      | Trollied                                             | Rose                                          | Series 4                                     |
| 2016      | Plebs                                                | Iona                                          | Tập: "The Cupid"                             |
| 2016      | Rake                                                 | Huntley-Brown                                 | 2 tập                                        |
| 2016      | The Real Marigold Hotel                              | Bản thân                                      | Phim bộ tài liệu của BBC                     |
| 2016      | Lady C and the Castle                                | Narrator                                      | Phim tài liệu của ITV                        |
| 2016      | Matron, Medicine and Me: 70 Years of the NHS         | Bản thân                                      | Phim bộ tài liệu                             |
| 2016–2017 | Bottersnikes and Gumbles                             | Weathersnike                                  | 3 tập                                        |
| 2017      | Bucket                                               | Mim                                           | 4 tập                                        |
| 2017      | The Man Who Invented Christmas                       | Mrs Fisk                                      |                                              |
| 2017      | Family Guy                                           | Maggie Smith's Right Eyeball                  | Tập: "Emmy-Winning Tập"                      |
| 2017      | The Little Vampire 3D                                | Wulftrud (lồng tiếng)                         |                                              |
| 2018      | Miriam's Big American Adventure                      | Bản thân                                      | Phim bộ tài liệu của BBC                     |
| 2018      | Early Man                                            | Queen Oofeefa (lồng tiếng)                    |                                              |
| 2018      | Call the Midwife                                     | Sister Mildred                                | Christmas Special                            |
| 2018      | Postcards from the 48%                               | Bản thân                                      | Phim tài liệu                                |
| TBA       | Mirette                                              | Meme Gateau                                   | Short                                        |